# Темплтон, Дэвид
Дэ́вид Те́мплтон (англ. David Templeton; род. 7 января 1989, Глазго) — шотландский футболист, полузащитник клуба «Гамильтон Академикал».
За свою карьеру играл также за «Стенхаусмюир», «Харт оф Мидлотиан», «Рэйт Роверс» и «Рейнджерс».

## Клубная карьера
Дэвид родился 7 января 1989 года в шотландском городе Глазго.
В 2005 году перешёл в «Стенхаусмюир». Всего за три года, проведённых в составе «воинов» Дэвид сыграл 81 матч, забил 11 мячей.
В январе 2007 года перебрался в «Харт оф Мидлотиан». Темплтон дебютировал в составе новой команды в матче против «Абердина» в сезоне 2008/09. В сезоне 2009/10 дебютировал в составе клуба 20 декабря 2009 года в матче против «Селтика», и поучаствовал в одном забитом голе (2:1).
Благодаря очень хорошо проведённым матчам в составе «Харт оф Мидлотиан» Дэвид перебрался в «Рейнджерс» за £ 700 тысяч подписав контракт на четыре года. Его первая игра в составе нового клуба закончилась победой «Рейнджерс» над «Элгин Сити» (5:1) в которой Дэвид забил два гола. Всего за первый сезон в составе «Рейнджерс» Темплтон забил 15 голов.

## Сборная Шотландии
Играл за юношеские и молодёжные сборные Шотландии до 19 и до 21.